# XNU
XNU는 맥 OS X 운영 체제에 사용할 목적으로 애플이 인수하고 개발한 컴퓨터 운영 체제 커널이다. 다윈 운영 체제의 일부로서 자유 및 오픈 소스 소프트웨어로 공개되었다. XNU는 X is Not Unix(X는 유닉스가 아니다)를 가리킨다.
원래 NeXT가 NeXTSTEP 운영 체제에 사용할 목적으로 개발된 XNU는 카네기 멜론 대학교가 4.3BSD의 구성요소를 포함하여 개발한 마하 커널의 버전 2.5와, 드라이버 키트(Driver Kit)라는 이름의 객체 지향 API를 합친 하이브리드 커널이다.
애플이 NeXT를 인수한 뒤 마하 구성 요소는 3.0으로 업그레이드되었으며 BSD 구성 요소들은 FreeBSD 프로젝트의 코드 업그레이드와 더불어 업그레이드되었고 드라이버 키트는 입출력 키트로 불리는 드라이버를 기록하기 위해 C++ API로 대체되었다.

## 커널 디자인
XNU는 하이브리드 커널로, 모놀리식 커널과 마이크로 커널의 특징을 모두 갖고 있다.

### Mach
XNU 커널의 기본인 Mach는 간단한 마이크로 커널이다. 그렇기 때문에 OS의 코어 부분을 분리된 프로세스에서 실행할 수 있고, 높은 유연성을 보인다(Mach 코어 상에서 여러 OS를 병렬로 실행할 수 있다). 그러나 커널 모드와 유저모드의 전환과 마이크로커널과 서비스 데몬의 주소 공간 사이의 맵핑과 복사때문에 오버헤드가 발생해, 퍼포먼스가 저하될 수 있다. macOS의 디자이너들은 속도를 올리기 위해 BSD의 기능을 마하 커널에 집어넣었다. 그 결과 마하 커널과 클래식 BSD 커널의 몇몇 장단점을 모두 가지게 되었다.

### BSD
커널의 BSD 부분은 POSIX API과 마하 커널 위에서의 유닉스 프로세스 모델, 보안 규칙, 사용자와 그룹id, 권한, 네트워크 프로토콜, 가상 파일 시스템(저널링 단에 독립적인 파일시스템도 포함), HFS/HFS+, 네트워크 파일 시스템 클라이언트와 서버, 암호 프레임워크, 유닉스 시스템 V 프로세스 간 통신(IPC), 유닉스 audit 시스템, 필수 접근 관리 등을 제공한다. XNU의 BSD 코드는 FreeBSD 커널에서 가져왔다. 많은 부분이 상당히 바뀌었지만 애플과 FreeBSD 프로젝트 사이에서의 코드 공유는 계속 일어나고 있다.

### K32/K64
맥 OS X 10.6 스노 레퍼드(다윈 버전 10) 이후 버전에 들어간 XNU의 경우 32비트의 K32와 64비트의 K64로 나뉜다. K32는 64비트 애플리케이션을 사용자 공간에서 구동할 수 있다. 맥 OS X 10.6에서 추가된 것은 XNU를 64비트 커널 공간에서 구동할 수 있게 된 것이다. K64는 K32와 비교해서 많은 장점을 갖는다.
- 32GB 이상의 램을 관리할 수 있다.
- 캐시 버퍼 사이즈가 32비트 커널이 허용하는 것보다 큰 사이즈를 가질 수 있어 I/O 성능을 향상시킬 수 있다.
- 높은 성능의 네트워크 기기나 여러 GPU를 사용할 때의 성능이 증가한다. 이는 주변기기들이 아주 큰 직접 메모리 접근 버퍼를 가진다 해도 커널이 모두 64비트 공간에 할당할 수 있기 때문이다.

## 같이 보기
- 커널 (컴퓨팅)
- A/UX
- MkLinux
- 다윈 (운영 체제)
- MacOS